# ديف بيكوك (عازف قيثارة)
ديف بيكوك (بالإنجليزية: Dave Peacock)‏ هو عازف قيثارة بريطاني، ولد في 24 مايو 1945 في منطقة أنفيلد في المملكة المتحدة.

## وصلات خارجية
- ديف بيكوك على موقع IMDb (الإنجليزية)
- ديف بيكوك على موقع ميوزك برينز (الإنجليزية)
- ديف بيكوك على موقع ديسكوغز (الإنجليزية)